# 花留め

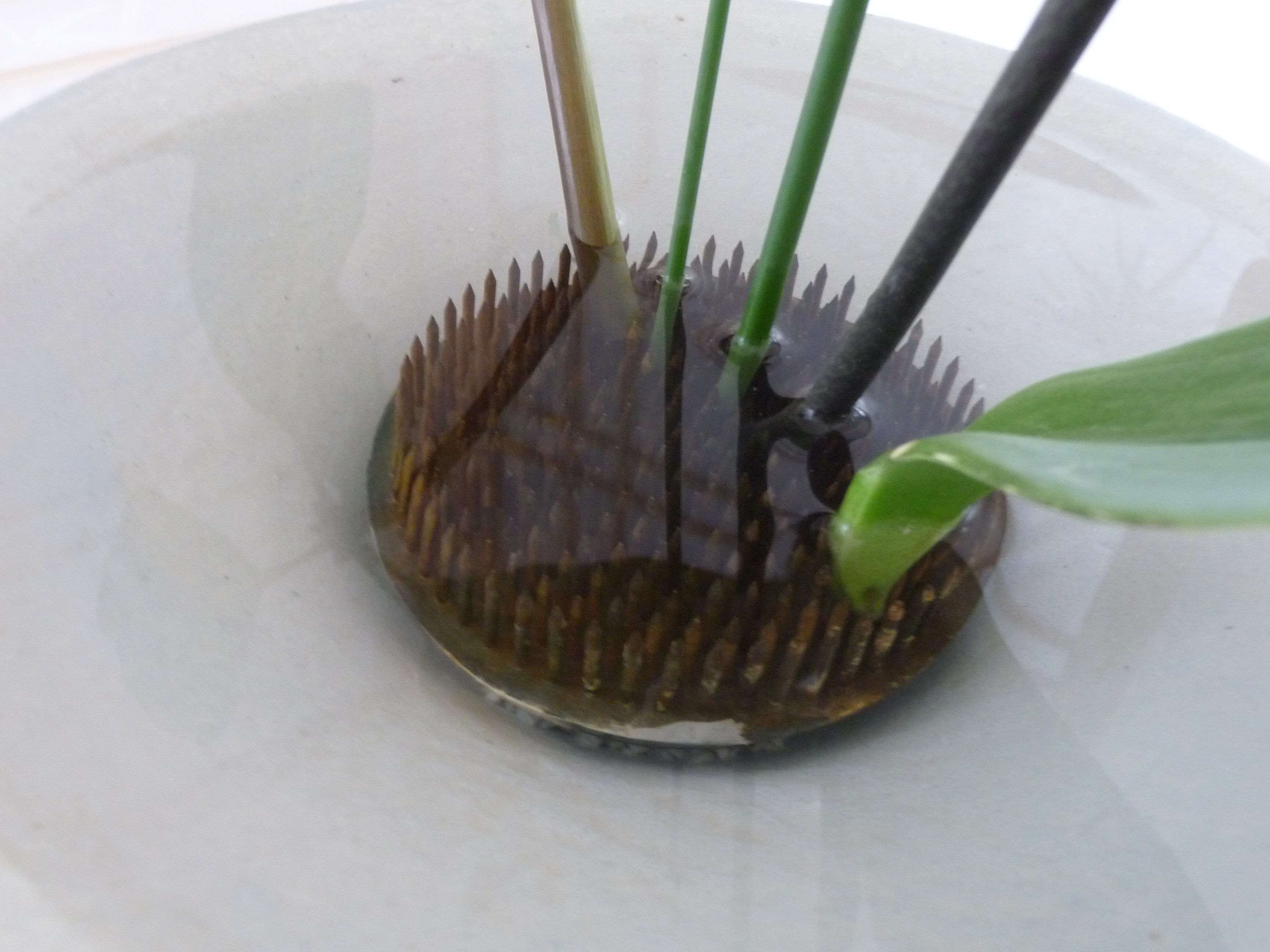
剣山留め

花留め（はなどめ）は、華道において花が動かないように支える用具である。
花を飾る際に花を立てて活き活きと見せることは古くから行われており、花瓶においてはその縦長あるいは細口の形状によって花を立てて保持することができる。口の広い花瓶においては主役となる花の脇に別の草や花などを添え支えることが行われており、下草留めと呼ばれる。1330年（元徳2年）頃に作られ観心寺に伝えられる「金銅蓮華花瓶」には、花瓶の口に主役となるレンゲとは異なる草が配されており、下草留めを表す最古のものと考えられている。束ねた藁などを用いて花を固定する方法も古くから行われており、込み留めと呼ばれていた。
室町時代から江戸時代にかけて華道が盛んになると、花を飾るために様々な容器が用いられるようになり、同時に様々な花留めが使われるようにもなった。一般的には七宝留めと呼ばれる穴のあいた金属板が用いられ、時には扇子や花切り鋏が花留めとして使われることもあった。明治時代に入ると多数の針を束ねた剣山留めが登場し広く普及した。